# Mátraballa
Mátraballa là một thị trấn thuộc hạt Heves, Hungary. Thị trấn này có diện tích 26,36 km², dân số năm 2010 là 752 người, mật độ 29 người/km².